# Vellmar
Vellmar är en stad i Landkreis Kassel i Regierungsbezirk Kassel i förbundslandet Hessen i Tyskland.
Den tidigare kommunen Obervellmar gick samman med Vellmar 1 december 1970.